# Evening Echo
Evening Echo – popołudniowy dziennik wydawany w Cork, w Irlandii. Obejmuje zasięgiem całą prowincję Munster, ale sprzedaje się głównie w największych ośrodkach miejskich - Cork i Limerick. Ukazuje się od 1892 roku.
Evening Echo należy do Thomas Crosbie Holdings, podobnie jak Irish Examiner, jednak w odróżnieniu od niego, koncentruje się głównie na sprawach lokalnych. Gazeta przez wiele lat była sprzedawana za pośrednictwem tzw. Echo Boys - gazeciarzy, rekrutowanych spośród biednych, często bezdomnych dzieci. Do dziś na ulicach Cork można usłyszeć pokrzykiwania gazeciarzy. Latem 2005 roku na St. Patrick's Street, jednej z głównych ulic miasta, pojawił się pomnik Echo Boya.
Według Audit Bureau of Circulations średni nakład wynosi 27 085 egzemplarzy (dane z czerwca 2006). Gazeta ukazuje się codziennie, z wyjątkiem niedziel.